# Dead Boy Detectives
Dead Boy Detectives (cu sensul de Agenția de detectivi Băiatul Mort) este un serial TV american din 2024, o comedie dramatică, cu detectivi⁠(d), de groază supranaturală. A fost creat de Steve Yockey⁠(d) și este bazat pe personajele DC Comics cu același nume de Neil Gaiman și Matt Wagner. În rolurile principale au interpretat actorii George Rexstrew, Jayden Revri, Kassius Nelson, Briana Cuoco, Ruth Connell⁠(d), Yuyu Kitamura și Jenn Lyon.

## Rezumat
Serialul urmărește fantomele lui Charles Rowland și Edwin Payne, care au decis să nu se ducă în viața de apoi și, în schimb, au rămas pe Pământ pentru a investiga crimele care implică supranaturalul.

## Distribuție

### Roluri principale
- George Rexstrew – Edwin Payne,[2] un detectiv fantomă care a fost ucis în 1916 când colegii săi de clasă au făcut un ritual de sacrificiu ca o farsă, doar pentru a chema din neatenție un demon care l-a dus în Iad.
- Jayden Revri – Charles Rowland,[2] partenerul lui Edwin la Agenție, care a murit în 1989 din cauza hipotermiei și a sângerărilor interne, după ce colegii săi s-au întors împotriva lui când a apărat un băiat pakistanez care era hărțuit.
- Kassius Nelson – Crystal Palace,[2] un medium psihic care poate vedea și comunica cu fantomele
- Briana Cuoco – Jenny Green,[2] proprietara măcelăriei Limbă și Coadă. Ea închiriază camerele de la etaj lui Crystal și Niko
- Ruth Connell – asistenta medicală de noapte,[2] ființa care conduce Departamentul Ființelor Pierdute și Găsite din Viața de Apoi, care se ocupă de copii morți aflați unde nu trebuie. Connell a jucat anterior același rol în episodul „Dead Patrol” din Doom Patrol – prima apariție TV a detectivilor Dead Boy.
- Yuyu Kitamura – Niko Sasaki,[2] o fată tânără care este fan anime și care locuiește alături de Crystal. Ea devine capabilă să vadă fantome după o experiență aproape de moarte
- Jenn Lyon – Esther Finch,[2] o vrăjitoare nemuritoare care trăiește în Port Townsend și caută răzbunare împotriva detectivilor Dead Boy.

#### Apariții dinThe Sandman
Următorii actori își reiau rolurile dinThe Sandman:
- Kirby – Moartea,[3] o membră a Nesfârșiților de care detectivii Dead Boy încearcă din răsputeri s-o evite
- Donna Preston – Disperarea, membru al Nesfârșiților pe care Edwin îl întâlnește în Iad.

## Episoade
| Nr. | Titlu                           | Regizat de          | Scris de                             | Data lansării   | Cod de producție |
| --- | ------------------------------- | ------------------- | ------------------------------------ | --------------- | ---------------- |
| 1   | „Cazul Crystal Palace”          | Lee Toland Krieger  | Steve Yockey                         | 25 aprilie 2024 | T11.10148        |
| 2   | „Cazul spiridușilor-păpădii”    | Glen Winter         | Shoshana Sachi & Cheech Manohar      | 25 aprilie 2024 | T12.17652        |
| 3   | „Cazul casei Devlin”            | Cheryl Dunye        | Ian Weinreich & Kristy Lowrey        | 25 aprilie 2024 | T12.17653        |
| 4   | „Cazul farului”                 | Andi Armaganian     | Joshua Conkel & Kristin Layne Tucker | 25 aprilie 2024 | T12.17654        |
| 5   | „Cazul celor doi dragoni morți” | Amanda Tapping      | Kelli Breslin & Jeremy Kaufman       | 25 aprilie 2024 | T12.17655        |
| 6   | „Cazul Pădurii Înalte”          | Glen Winter         | Beth Schwartz & Oscar Balderrama     | 25 aprilie 2024 | T12.17656        |
| 7   | „Cazul scării foarte lungi”     | Richard Speight Jr. | Steve Yockey                         | 25 aprilie 2024 | T12.17657        |
| 8   | „Cazul șarpelui hămesit”        | Pete Chatmon        | Ross Maxwell                         | 25 aprilie 2024 | T12.17658        |

## Producție
Episodul pilot a fost filmat între decembrie 2021 și ianuarie 2022, cu Lee Toland Krieger ca regizor și producător executiv. Filmările pentru serial au început la 7 noiembrie 2022, în Langley, Columbia Britanică, și s-au încheiat la 5 aprilie 2023.

## Lansare și primire
Site-ul web de agregare de recenzii Rotten Tomatoes raportează un rating de aprobare de 92%, cu o evaluare medie de 7,5/10, pe baza a 50 de recenzii critice. Consensul criticilor site-ului spune: „Dead Boy Detectives extinde universul Sandman cu o fantezie paranormală distractivă, cu emoție, romantism și neliniște...” Metacritic oferă un scor de 65 din 100 pe baza a 19 critici, indicând „evaluări în general favorabile”.
Dead Boy Detectives a debutat pe locul doi în Top 10 titluri TV în engleză Netflix (Netflix's Top 10 TV English titles) în săptămâna 22-28 aprilie 2024, cu 22,2 milioane de ore de vizionare. În săptămâna următoare, s-a clasat pe locul trei cu  34,1 milioane de ore de vizionare. În a treia săptămână, serialul a căzut pe locul șapte, cu 13,3 milioane de ore de vizionare.